# Mutaguchi Renya
Mutaguchi Renya (牟田口 廉也 Mưu Điền Khẩu Liêm Dã) sinh ngày 7 tháng 10 năm 1888 - mất ngày 2 tháng 8 năm 1966, là một sĩ quan trong Quân đội Nhật Bản, Trung tướng của Lục quân Đế quốc Nhật Bản trong Chiến tranh thế giới thứ hai.

## Tiểu sử
Mutaguchi sinh ra ở tỉnh Saga. Ông tốt nghiệp khóa 22 của Trường Sĩ quan Lục quân (Đế quốc Nhật Bản) vào năm 1910 và khóa thứ 29 của Đại học Lục quân (Đế quốc Nhật Bản) vào năm 1917.

## Trong quân đội
Mutaguchi phục vụ quân đội Nhật Bản trong cuộc Viễn Đông tới nước Nga, can thiệp vào cuộc nội chiến ở Siberi chống lại Hồng Quân Bolshevik. Sau đó ông được đưa vào đoàn ngoại giao tới Pháp.
Được thăng chức Thiếu tá vào năm 1926 và lên hàm Đại tá vào năm 1930. Năm 1933 đến năm 1936 ông phục vụ trong Bộ nội vụ của Tổng tham mưu Quân đội Đế quốc Nhật Bản tại Tokyo, vào năm 1936 ông nhận được lệnh chuyển tới Lực lượng chiếm đóng Nhật tại Bắc Kinh. Năm 1936 đến năm 1938 ông là người chỉ huy Trung đoàn bộ binh số 1 IJA tại Trung Quốc, sau đó ông được bổ nhiệm tới Tổng hành dinh của đạo quân Quan Đông. Trong thời gian ở Trung Quốc, Muraguchi phụ trách các đơn vị tham gia vào sự kiện Lư Câu Kiều vào ngày 07 tháng 7 năm 1937, sự kiện là bước mở màn trong cuộc chiến tranh Trung- Nhật lần thứ 2. Mutaguchi được thăng chức Thiếu tướng vào năm 1938, sau đó ông làm Tham mưu trưởng của Quân đoàn thứ 4 trụ sở ở Mãn Châu vào năm 1938 đến năm 1939. Sau đó ông được gọi về Nhật Bản và lên chức hiệu trưởng trường Quân đội Dự Bị từ năm 1939 đến 1941.
Vào năm 1940 được thăng Trung tướng, trước sự bắt đấu của cuộc Chiến Thái Bình Dương, tháng 4 năm 1941, Mutguchi đã được đưa tới chỉ huy Sư đoàn 18 Bộ binh còn được biết đến với cái tên Sư đoàn Hoa Cúc. Vào giai đoạn đầu của cuộc chiến đây là Sư đoàn tham gia xâm lược Mãlai, và vào tháng 02 năm 1942, Mutaguchi bị thương trong trận đánh Singapore. Sau khi Singapore đầu hàng, Sư đoàn 18 đã chuyển tới Việt Nam để tăng cường cho các đạo quân, nhằm đẩy các lực lượng của Mỹ xuống phần còn lại của bán đảo Bataan. Trong tháng 4 năm 1942, Sư đoàn 18 đến Miến Điện.
Mutaguchi sau đó chỉ huy tập đoàn quân 15 IJA (được thành lập bởi tướng Shōjirō Iida) từ tháng 3 năm 1943, đẩy mạnh kế hoạch tiến vào Assam, dẫn đến trận Imphal. Sau cuộc thất bại ở trận Imphal vào cuối năm 1944, Mutaguchi không chấp nhận việc các sĩ quan của ông rút lui, và ông đã lột lon 3 viên sĩ quan. Khoảng 50.000 quân trong tổng số 65.000 quân của Mutaguchi đã mất, số còn lại trong tình trạng thiếu lương thực và thuốc men. Mọi cuộc tấn công điều bị bãi bỏ, Mutaguchi từ chức và bị gọi về Tokyo. Ông nghỉ hưu vào tháng 12 năm 1944
Mutaguchi được trở lại làm việc vào năm 1945, tiếp tục gửi những bài giảng của mình khi còn chức hiệu trường cho trường Quân đội Dự Bị.
Sau khi kết thúc chiến tranh, ông bị bắt bởi chính quyền chiếm đóng Mỹ và bị dẫn độ tới Singapore, nơi ông phải đối mặt với Tòa án Quân sự, tại đây ông bị kết án tội phạm chiến tranh. Ra tù vào tháng 3 năm 1948, ông trở về Nhật Bản.
Mutaguchi qua đời tại Tokyo vào ngày 2 tháng 8 năm 1966.

### Sách
- Fuller, Richard (1992). Shokan: Hirohito's Samurai. London: Arms and Armor. ISBN 1-85409-151-4.
- Hayashi, Saburo (1959). Kogun: The Japanese Army in the Pacific War. Cox, Alvin D. Quantico, VA: The Marine Corps Association.
- Louis, Allen (1984). Burma: The longest War. Dent Publishing. ISBN 0-460-02474-4.
- Hsu, Long-hsuen (1971). History of The Sino-Japanese War (1937-1945) 2nd Ed. Chang Ming-kai. Taiwan Republic of China: Chung Wu Publishing.